# Walter Reynolds
Pour les articles homonymes, voir Reynolds.
Walter Reynolds, né à une date inconnue au XIIIe siècle et mort le 16 novembre 1327, est un important ecclésiastique anglais, devenu évêque de Worcester, puis archevêque de Canterbury. Issu d'une famille modeste, il s'oriente vers une carrière ecclésiastique et fréquente le futur roi Édouard II. Après l'avènement de ce dernier en 1307, Reynolds se voit confier plusieurs postes prestigieux au sein de l'administration royale et il devient successivement Lord grand trésorier, puis Lord grand chancelier. Il se distingue également par son habileté diplomatique lors de négociations avec le pape Clément V.
D'abord promu évêque de Worcester en 1307, Reynolds est nommé par le pape archevêque de Canterbury en 1313 sur l'insistance du roi. Même s'il ne dispose pas d'une réputation excellente, il essaie de mener des réformes nécessaires dans sa nouvelle fonction et fournit un soutien politique décisif à Édouard II. Globalement loyal au roi jusqu'en 1324, il rompt par la suite avec lui et soutient sa déposition en 1327. Walter Reynolds meurt quelques mois plus tard. Les évaluations sur son archiépiscopat demeurent nuancées, certains lui reprochant son manque d'expérience et son opportunisme, d'autres soulignant l'aide qu'il apporte à Édouard II au cours de son règne.

## Biographie

### Origines et début de carrière ecclésiastique
Walter Reynolds serait le fils d'un certain Reginald de Windsor, un boulanger exerçant à Windsor, dans le Berkshire. Le fait qu'il se rendra fréquemment à Windsor pendant son épiscopat pourrait supposer qu'il y ait vécu pendant sa jeunesse et même qu'il y soit né. On ignore pourquoi Walter se voit attribuer comme noms de jeunesse Heyne ou Heyerne par plusieurs chroniques. Ce qui est certain, en revanche, c'est qu'il fréquente très tôt la cour du roi Édouard Ier et qu'il entre à son service en tant que clerc ou aumônier, sans avoir apparemment étudié le droit canonique, contrairement aux autres prélats de l'époque. À la cour, Reynolds fait la connaissance du futur Édouard II, alors prince de Galles, et de son compagnon d'armes et futur favori Pierre Gaveston. Avant 1297, il est désigné trésorier de la suite du prince, puis est nommé en 1301 intendant de sa garde-robe. En 1302 ou 1303, il est décrit comme l'un des trois plus importants conseillers de l'héritier du trône. En octobre 1304, il doit accompagner le prince en France, où ce dernier est censé rendre hommage à Amiens au roi Philippe IV le Bel pour les possessions de son père en Aquitaine, mais le voyage est en définitive annulé lorsque Philippe ne fournit pas au jeune Édouard les sauf-conduits qu'il lui avait promis pour sa traversée. Finalement, le 22 août 1307, un mois et demi après la mort d'Édouard Ier, Walter Reynolds est désigné par le nouveau roi Édouard II pour devenir Lord grand trésorier, un poste auparavant détenu par l'efficace mais impopulaire Walter Langton, évêque de Lichfield.
Pour ses services auprès du futur Édouard II, Reynolds se voit confier par Édouard Ier de nombreuses paroisses où il est représenté par des vicaires, parmi lesquelles Wimbledon dans le Surrey, Ingram dans le Northumberland, Horsmonden dans le Kent, Sawbridgeworth dans le Hertfordshire et Snitterley dans le Norfolk. De plus, il reçoit un bénéfice de la cathédrale Saint-Paul de Londres ainsi qu'à la direction du St Leonard's Hospital d'York. En 1306, il devient aussi le prévôt de Beverley Minster. Afin de pouvoir obtenir ces nombreuses prébendes, il reçoit sans doute une dispense papale le 7 février 1306. Après son avènement, Édouard II exhorte le pape Clément V à nommer Reynolds évêque du prochain diocèse anglais qui sera vacant. Ainsi, dès le 13 novembre 1307, ce dernier est désigné évêque de Worcester, mais il n'est consacré que le 13 octobre 1308 par l'archevêque de Canterbury Robert Winchelsey en présence du roi. Au printemps 1309, Walter Reynolds, avec John Salmon (en), évêque de Norwich, et Adam Orleton, conduit une délégation auprès de la papauté en Avignon, pour y obtenir la levée de la sentence d'excommunication prononcée par Robert Winchelsey à l'encontre de Pierre Gaveston. Clément V semble apparemment conscient de la position privilégiée de Reynolds, puisqu'il lui demande, toujours en 1309, de communiquer au roi son mécontentement face aux nombreuses plaintes du clergé anglais face aux pressions royales. À son retour en Angleterre, Walter est chargé par le pape, avec le légat apostolique Guillaume Testa, de percevoir la dîme papale.
Le 6 juillet 1310, le roi démet Reynolds de son poste de Lord grand trésorier et le désigne Lord grand chancelier,, en remplacement de John Langton, qui a été destitué le 11 mai précédent. Pourtant, l'évêque de Worcester se montre peu présent dans sa nouvelle fonction. Déjà, alors qu'il était trésorier, il n'avait rempli ses tâches qu'occasionnellement et, à présent, il scelle rarement des documents du Grand sceau. Pour autant, s'il est peu assidu dans ses fonctions au sein de l'administration royale, il reste par contre fidèle à Édouard II au cours du conflit qui l'oppose à certains barons du royaume. En témoigne d'ailleurs le fait que le 19 décembre 1311, alors qu'il doit assister au concile de Vienne convoqué par le pape afin de prononcer la dissolution de l'ordre du Temple, le roi fait savoir à Clément V que Reynolds ne peut le rejoindre, du fait de sa présence indispensable à ses côtés en Angleterre. En récompense de sa fidélité constante, Walter est l'un des parrains du futur Édouard III, lorsque celui-ci est baptisé le 17 novembre 1312. Le 20 décembre suivant, l'évêque de Worcester marque sa loyauté au roi en apposant son sceau sur l'accord conclu entre Édouard II et les barons de l'opposition qui ont fait froidement mettre à mort Pierre Gaveston quelques mois auparavant. S'il s'implique intensément dans les domaines politique et diplomatique, Walter Reynolds ne néglige pourtant pas ses devoirs en tant qu'évêque de Worcester : ainsi, il patronne l'école qui deviendra plus tard la Royal Grammar School Worcester et se charge personnellement en 1312 de nommer Hugh de Northampton directeur de l'institution.

### Élection à l'archevêché de Canterbury
Le 11 mai 1313, l'archevêque de Canterbury Robert Winchelsey décède. Dès le 28, Thomas Cobham est élu par les moines de la cathédrale pour lui succéder. Informé de son élection, Cobham accepte le nouveau poste qui lui est offert le 8 juin. Pour autant, Édouard II hésite à donner son approbation à Cobham. La situation se complexifie lorsque le chapitre de Canterbury apprend que le pape Clément V a en fait décidé dès le 27 avril quel candidat succéderait à Winchelsey. Le 1er octobre 1313, l'élection de Thomas Cobham est donc invalidée par le souverain pontife, qui désigne comme nouvel archevêque Walter Reynolds. Plusieurs chroniques contemporaines ont sévèrement critiqué la décision de Clément V, lui reprochant d'avoir rejeté un ecclésiastique compétent de la stature de Thomas Cobham au profit d'un homme dont le mode de vie semble peu exemplaire aux yeux des autres prélats du royaume. En réalité, le verdict papal apparaît de nos jours assez fondé, Clément ayant sans doute cherché à imposer un archevêque proche du roi d'Angleterre. Effectivement, les relations entre Robert Winchelsey et Édouard Ier avaient été profondément mauvaises, au point que le roi avait obtenu sa suspension et son exil entre 1306 et 1307, et le rappel de Winchelsey par Édouard II n'avait pas empêché l'archevêque de se montrer un vif critique du gouvernement royal. Désormais le prélat le plus important du royaume d'Angleterre, Reynolds reçoit le 3 janvier 1314 les temporalités attachées à son diocèse et, le 17 février, est intronisé à Canterbury en présence du roi et de nombreux prélats et magnats.
Probablement afin de contenter Édouard II qu'il cherche à ménager, le pape Clément V accorde plusieurs privilèges à Walter Reynolds. Tout d'abord, le prélat est informé qu'il n'a pas besoin de se rendre jusqu'à la cour pontificale en Avignon pour y recevoir le pallium que lui offre son nouveau titre ecclésiastique et qu'il bénéficie d'un délai de cinq ans (plus tard élevé à sept ans à cause des nombreux services que Reynolds accomplit au service de la couronne) pour venir visiter en personne le pape à sa cour. À cette fin, il est exceptionnellement autorisé à se faire représenter par des adjoints dans son diocèse pour une période bien plus longue qu'une absence normale d'un prélat peut exiger. Le 3 avril 1314, Reynolds démissionne de son poste de gardien du Grand sceau, mais en reste tout de même nominalement responsable pendant quelques mois. Vraisemblablement à la même période, au plus tard le 26 septembre 1314, il quitte son poste de chancelier en faveur de John Sandale (en), même s'il n'a jamais été adressé sous ce titre, le Parlement n'ayant pas approuvé sa nomination conformément aux dispositions des Ordonnances de 1311. Malgré son départ de l'administration royale, Walter Reynolds demeure un membre influent du conseil royal et défend la politique entreprise par le roi face à ses opposants. En retour, Édouard II le remercie de sa fidélité constante par de nombreux dons, dont l'administration de terres et de tutelles, l'octroi de droits de marché sur les lieux qu'il possède et la remise des frais que lui ou ses vassaux doivent acquitter à la couronne.
Contrairement à son prédécesseur Robert Winchelsey, qui avait insisté sans compromis sur les droits de l'Église vis-à-vis de la couronne et ouvertement sympathisé avec les barons de l'opposition qui ont participé à l'exécution de Pierre Gaveston en 1312, Walter Reynolds a souvent essayé de persuader le clergé réticent de payer les impôts exigés par le roi. Ce faisant, il soutient la politique royale, en particulier la guerre entreprise contre l'Écosse et la volonté d'Édouard II de se délier du serment des Ordonnances de 1311 qui lui ont été imposées sous la contrainte. Même si le clergé d'Angleterre proteste quelque peu contre la politique guerrière du souverain, Reynolds persuade apparemment un certain nombre de prélats de soutenir financièrement le roi. Il rompt ainsi avec la ligne politique traditionnelle de l'Église, qui avait insisté pour administrer elle-même ses richesses et voter sa politique dans des assemblées purement ecclésiastiques. En outre, alors que Winchelsey avait été le chef ecclésiastique de l'opposition baronniale contre le roi, avait joué un rôle important dans l'établissement des Ordonnances et avait prononcé la sentence d'excommunication contre Gaveston, Walter Reynolds tente au cours de son archiépiscopat de réconcilier Édouard II et Thomas de Lancastre, 2e comte de Lancastre, le leader de la fronde des barons et le principal responsable de la mort de Gaveston. À l'été 1318, en particulier, avec d'autres évêques, il contribue à l'élaboration du traité de Leake, qui permet d'arranger une réconciliation temporaire entre le roi et le magnat.

### Activités religieuses pendant son archiépiscopat
D'un point de vue personnel, Walter Reynolds manifeste une immense dévotion pendant son archiépiscopat : il possède une relique de la Vraie Croix et fait des dons en faveur du sanctuaire de Thomas Becket à Canterbury et à Notre-Dame de Walsingham. En tant qu'archevêque de Canterbury, il dirige une suite importante, qui comprend 97 fonctionnaires, d'après les archives de l'archidiocèse. Parmi ces fonctionnaires, 38 sont titulaires d'une maîtrise universitaire et neuf d'entre eux détiennent également un doctorat. Le pape Clément V permet à Reynolds, le 13 janvier 1314, de décerner 30 paroisses dans la province de Canterbury en son nom, même si cela entraîne une accumulation de ministères parmi les membres du clergé local et que Reynolds fournit au moins 22 de ces postes à des membres de sa propre retenue. Grâce à ce soutien papal, il exerce une influence considérable dans de nombreux chapitres et des fondations collégiales, et il n'hésite pas à utiliser des lettres et des références précises pour mettre en œuvre cette influence en faveur de sa politique. Le prélat entreprend un certain nombre de visites non seulement dans son diocèse, mais aussi dans sa province ecclésiastique, qu'il réalise pendant ses absences de service auprès du roi. Par ailleurs, il possède une vaste bibliothèque contenant des ouvrages assez exigeants. Toutefois, il n'est probablement pas le créateur des constitutions provinciales de 1322 (il s'agit de règles spirituelles pour la province ecclésiastique de Canterbury), qui lui ont été attribuées par des historiens, tels David Wilkins.
Lorsque Jean XXII est élu pape en août 1316, il tente, avec l'aide de Walter Reynolds, d'obtenir de l'Église d'Angleterre le paiement en retard d'un tribut auparavant payé par le roi Jean sans Terre le siècle précédent et des deniers de Saint-Pierre à la curie pontificale. L'archevêque de Canterbury tente tant bien que mal de mettre en œuvre les demandes impopulaires du pape. Que ce soit intentionnellement ou non, il renforce ainsi le pouvoir central du pape dans les affaires religieuses du royaume. D'autre part, en raison du fait qu'il détient de nombreuses fonctions spirituelles au même moment, Reynolds sait comment réinterpréter certaines parties de la constitution papale Execrabilis, qui est publiée à la fin de l'année 1316 contre l'accumulation des fonctions spirituelles, et l'utiliser à son propre avantage. Par ailleurs, il s'oppose vigoureusement à l'ancienne revendication des archevêques d'York de réaliser des processions avec une croix, comme signe de leur rang de métropolitains, et ce également dans la province ecclésiastique de Canterbury. William Melton, archevêque d'York à compter de 1317, persiste à maintenir ce droit et, lors de son retour de sa consécration épiscopale, il poursuit la rivalité entre les deux archidiocèses en faisant porter plusieurs fois la croix sur son passage dans le Kent et à Londres, qui relèvent tous deux de la juridiction de Canterbury. Finalement, à la suite d'une intervention personnelle d'Édouard II en faveur de Melton en août 1325, Reynolds est contraint de céder et d'autoriser son rival à porter la croix tant dans son archidiocèse que dans celui de Canterbury lorsqu'il s'y rend.
Au cours de son mandat d'archevêque, Walter Reynolds se comporte avec bienveillance et magnanimité envers les moines du prieuré de la cathédrale de Canterbury. De toute évidence, il fait entièrement confiance au prieur Henry Eastry, qui entretient apparemment une relation harmonieuse avec Reynolds, tandis qu'il s'est fréquemment querellé avec Robert Winchelsey et Simon Mepeham, respectivement son prédécesseur et son successeur. Reynolds sait également faire preuve de faveurs individuelles à certains moines et les encourage à entreprendre des études universitaires, contrairement à lui-même, qui n'a pas fréquenté les universités réputées d'Oxford ou de Cambridge. En addition, il accueille en sa demeure des moines pour qu'ils y viennent étudier individuellement sous sa supervision et leur donne accès à sa monumentale bibliothèque pour leurs études. Quelques mois avant sa mort, l'archevêque fait présent du domaine de Calcott, situé près de Canterbury et qui a jusque-là constitué l'une des propriétés personnelles des archevêques de Canterbury, aux moines du prieuré de la cathédrale. Il demande par ailleurs expressément dans le testament qu'il rédige le 11 novembre 1327, quelques jours avant son trépas, que ses livres soient distribués à ses clercs ou à des moines. Ses largesses s'étendent aux monastères établis en dehors de Canterbury : en témoigne d'ailleurs le fait qu'il est l'un des bienfaiteurs de l'abbaye de Langdon. Après sa mort, Walter Reynolds est seulement dépeint positivement par les chroniques rédigées par des moines de son archevêché.

### Rupture avec Édouard II et mort
La dernière marque de proximité entre Édouard II et Walter Reynolds survient lors de la guerre des Despenser : peu après avoir repris l'avantage militaire face aux barons rebelles lors du siège de Leeds, le roi réclame le retour de son favori exilé Hugues le Despenser et, à sa demande, l'archevêque de Canterbury convoque le 14 novembre 1321 un synode d'évêques à Canterbury pour le 1er décembre suivant afin de mettre fin à l'exil de Despenser. Seuls 5 des 17 évêques convoqués se présentent à la date convenue mais le bannissement du favori est tout de même révoqué et permet à Édouard d'écraser ses adversaires au cours de la bataille de Boroughbridge le 16 mars 1322. Après cette date, les relations entre le souverain et le prélat se distendent, au point que Walter Reynolds proteste en mars 1324 lorsqu'Édouard II accuse de haute trahison Adam Orleton, évêque de Hereford, et s'en prend à d'autres prélats qu'il soupçonne d'avoir soutenu la rébellion de 1321, notamment John Droxford, évêque de Bath et Wells, et Henry Burghersh, évêque de Lincoln. Au cours du procès d'Orleton devant la cour par le juge royal Hervey de Staunton, Reynolds, accompagné de son rival William Melton et d'Alexander de Bicknor, archevêque de Dublin, se rend en procession auprès du roi pour défendre l'accusé, dont ils obtiennent finalement qu'il puisse retourner dans son diocèse et que les charges à son encontre soient abandonnées. Les tensions entre Édouard et Reynolds semblent avoir été accrues par le transfert des biens des Templiers aux Hospitaliers de l'ordre de Saint-Jean de Jérusalem.
S'il évite habilement de s'immiscer dans la querelle entre Édouard II et son épouse Isabelle, qui critique l'omniprésence d'Hugues le Despenser dans les affaires du royaume, Walter Reynolds envoie de l'argent à la reine et à ses troupes peu après le début de son expédition visant à renverser le régime oppressif du roi et de son favori. Le 30 septembre 1326, avec Stephen Gravesend, évêque de Londres, et Jean de Stratford, évêque de Winchester, il lit à Londres une bulle papale de 1320 excommuniant les Écossais et s'en sert prétendument contre les partisans d'Isabelle pour dissiper les soupçons de la complaisance qu'il entretiendrait à l'égard des rebelles. Mais la capitale bascule rapidement dans l'anarchie. Les 13 et 14 octobre, les trois prélats participent à une réunion tenue à Lambeth à laquelle sont présents également Walter de Stapledon, évêque d'Exeter, Hamo Hethe, évêque de Rochester, et Thomas Cobham, évêque de Worcester. Le 15 octobre, après l'assassinat de Walter de Stapledon par une foule furieuse, la panique s'empare des prélats présents au sein de la capitale. Le juge en chef Geoffrey Scrope s'enfuit avec des chevaux appartenant à l'archevêque de Canterbury, ce dernier s'empare en panique des montures de l'évêque de Rochester et Hamo Hethe lui-même ne peut quitter qu'à pied Londres. Reynolds s'enfuit dans son archidiocèse et s'installe quelque temps à Maidstone, en attendant que la colère des Londoniens s'éteigne et que la reine Isabelle, après avoir capturé le roi Édouard et Hugues le Despenser, y restaure l'ordre.
Le 7 décembre 1326, Walter Reynolds quitte Maidstone pour Londres et assiste ensuite au Parlement, ouvert le 7 janvier 1327 en l'absence d'Édouard II, alors incarcéré au château de Kenilworth, et pendant lequel le sort du souverain doit être discuté. Le 8 janvier, l'archevêque se prononce en faveur de la déchéance du roi en invoquant la formule Vox populi, Vox Dei. Il approuve ainsi la prononciation de la déposition d'Édouard II par l'assemblée de prélats et de barons le 13 janvier et suggère par la suite l'envoi d'une délégation auprès du monarque afin de l'informer de sa déchéance. Le 1er février, Reynolds couronne solennellement en l'abbaye de Westminster le nouveau roi Édouard III. Quelques jours plus tard, il est nommé membre du conseil de régence pour le jeune monarque, mais n'y détient pas réellement d'influence. Avec ses évêques suffragants, il réitère la demande de canonisation de son prédécesseur Robert Winchelsey et de Thomas de Lancastre adressée à la cour pontificale. Le 22 mars 1327, il consacre James Berkeley (en) comme nouvel évêque d'Exeter, dans ce qui constitue sa dernière manifestation en dehors de son archidiocèse. Walter Reynolds tombe gravement malade peu après, rédige son testament le 11 novembre 1327 et décède cinq jours plus tard à Mortlake,. Il est inhumé dès le 27 novembre dans le chœur de la cathédrale de Canterbury, mais les clauses de son testament ne sont en grande partie pas respectées, puisque ses exécuteurs testamentaires doivent payer les dettes considérables qu'il a contractées envers la couronne.

## Postérité
En raison de son soutien initial apporté à l'impopulaire Édouard II, mais aussi à cause de son attitude déloyale pendant la chute du roi qui a tant contribué à son élévation, Walter Reynolds a été évalué de manière critique par les différents chroniqueurs médiévaux. Le moine bénédictin Robert de Reading, l'auteur présumé de la chronique Flores Historiarum, témoigne d'une opinion très négative de Reynolds, principalement due au fait que le prélat a approuvé l'imposition des monastères par le roi. D'autres chroniqueurs, tels ceux de Bridlington et de Meaux ainsi que l'auteur de la Vita Edwardi Secundi, soupçonnent le roi d'avoir acheté au pape Clément V la nomination de Reynolds au poste d'archevêque de Canterbury en 1313. Les historiens du XIXe siècle, en particulier William Stubbs mais aussi T. F. Tout, partagent l'avis de ces chroniqueurs et évaluent négativement l'action de Reynolds. 
D'autres chroniqueurs médiévaux, tels Adam Murimuth ou Ralph Hidgen, se montrent plus réservés sur les accusations contre Reynolds et ne disent globalement rien de négatif à son sujet, tandis que John Trokelowe et surtout Thomas Walsingham louent les tentatives du prélat pour pacifier l'Angleterre pendant le règne particulièrement difficile d'Édouard II. Au XXe siècle, James Conway Davies, Maude Clarke, Kathleen Edwards et May McKisack rejoignent ce jugement. Présentement, Reynolds est mieux jugé par les historiens. Ces derniers rappellent qu'en tant qu'archevêque dans une période politiquement difficile, il a essayé de soutenir le roi et de pacifier le royaume. Lorsque le prélat appuie finalement la déposition d'Édouard II, il agit effectivement sans scrupules, mais après mûre réflexion et sur les conseils de son confident, le prieur Henry Eastry, qui l'a visiblement guidé habilement au cours des événements de 1326 et 1327.